# Châtelard (La Salle)
Pour les articles homonymes, voir Châtelard (toponyme).
Châtelard, appelé localement Tour de Châtelard, est un château de la haute vallée d'Aoste, situé sur un éperon rocheux en localité Le Château de la commune de La Salle.

## Historique
Il fut construit pendant la première moitié du XIIIe siècle par Rodolphe Grossi, évêque d'Aoste, et fut cité pour la première fois dans un document de 1248. Sa fonction était sans doute de contrôler le passage du col du Petit-Saint-Bernard.

## Description
Il est composé par un haut donjon circulaire avec une résidence adjacente et une enceinte irrégulière, pour s'adapter au territoire.
Ce type de fortification était typique de l'époque de Pierre II de Savoie, dont Rodolphe Grossi était le conseiller, mais il ne fut utilisé que pendant une période assez courte, aux environs du XIIIe siècle, pour être remplacé ensuite par des fortifications carrées, sans doute à cause de la facilité de construction.  
La tour mesure environ 18 mètres de haut et son diamètre est de plus de 5 mètres. Elle est presque intacte, tandis que la quasi-totalité du reste du château, aussi bien que l'enceinte, sont aujourd'hui en ruines. L'accès à la tour se trouvait à 10 mètres au-dessus du sol, afin de le rendre hors d'atteinte aux ennemis.
Châtelard n'est pas ouvert aux visiteurs.